# فرودگاه ناپاکیاک
فرودگاه ناپاکیاک (به انگلیسی: Napakiak Airport) یک فرودگاه همگانی با کد یاتا WNA است که یک باند فرود شن دارد و طول باند آن ۹۹۰ متر است. این فرودگاه در شهر ناپاکیاک، آلاسکا کشور ایالات متحده آمریکا قرار دارد و در ارتفاع ۵ متری از سطح دریا واقع شده‌است.